# BG Klinikum Duisburg
Das BG Klinikum Duisburg ist eine Klinik der gesetzlichen Unfallversicherung im Duisburger Stadtteil Buchholz. Das Klinikum wurde im Jahr 1957 gegründet. Es verfügt über 329 Betten und beschäftigt 839 Mitarbeitende (Stand Dezember 2021).

## Spezialgebiete
Die Spezialgebiete des BG Klinikums Duisburg sind:
- Akuttraumatologie
- Allgemein- und Viszeralchirurgie
- Ambulante Operation
- Anästhesie
- Arthroskopische Chirurgie und Sporttraumatologie
- Ästhetisch-Kosmetische Chirurgie
- Botulinumtoxin-Behandlung
- Endoprothetik
- Ergotherapie
- Frührehabilitation
- Gangtherapie
- Gutachten
- Handchirurgie
- Innere Medizin
- Intensivmedizin
- Kindertraumatologie
- Luftrettung
- Neurochirurgie
- Neurologie
- Notaufnahme
- Notfallversorgung
- Orthopädie
- Periphere Nervenchirurgie
- Physiotherapie
- Plastische Chirurgie
- Polytrauma
- Post-Covid-Check
- Psychotraumatologie
- Querschnittlähmung
- Radiologie
- Rehabilitation
- Rekonstruktive Chirurgie
- Rettungs- und Notfallmedizin
- Schmerzmedizin
- Akutschmerztherapie
- Schwerbrandverletzung
- Septische Chirurgie
- Sportmedizin
- Sporttherapie
- Technische Orthopädie
- Unfallchirurgie/Traumatologie
- Verbrennungsmedizin
- Wirbelsäulenchirurgie[2]

Das Klinikum versteht sich als „Maximalversorger“ bzw. „überregionales Traumazentrum“ und ist Lehrstätte und Teil der medizinischen Fakultät der Universität Duisburg-Essen. In einzelnen Bereichen besteht eine Kooperation etwa mit der Uniklinik Essen in dem Bereich Neurochirurgie, der Sana Klinik Duisburg bei der Behandlung von brandverletzten Kindern. In der Urologie wird mit der Marien Klinik Duisburg kooperiert. Der Bereich Gefäßchirurgie wird in Zusammenarbeit mit dem EvKLN Duisburg Fahrn bestritten.

## Organisation
Zur Zeit der Gründung waren die berufsgenossenschaftlichen Gesellschafter der Klinik die Berufsgenossenschaft Holz und Metall (BGHM), die Berufsgenossenschaft der Bauwirtschaft (BG BAU), die Berufsgenossenschaft Rohstoffe und chemische Industrie (BG RCI) und die Berufsgenossenschaft Energie Textil Elektro Medienerzeugnisse (BG ETEM). Im Jahre 2016 wurde das Haus in den BG Kliniken-Konzern, unter der Leitung der Holding BG Kliniken – Klinikverbund der gesetzlichen Unfallversicherung gGmbH, überführt.
Ärztlicher Direktor ist seit dem 30. September 2019 Marcel Dudda, Geschäftsführerin ist Brigitte Götz-Paul.

## Patientenbewertung
Bei einer Umfrage der Techniker Krankenkasse im Jahr 2013 wurde das BG Klinikum Duisburg mit einer Patientenzufriedenheit von 92,3 Prozent bewertet.

## Luftrettungszentrum

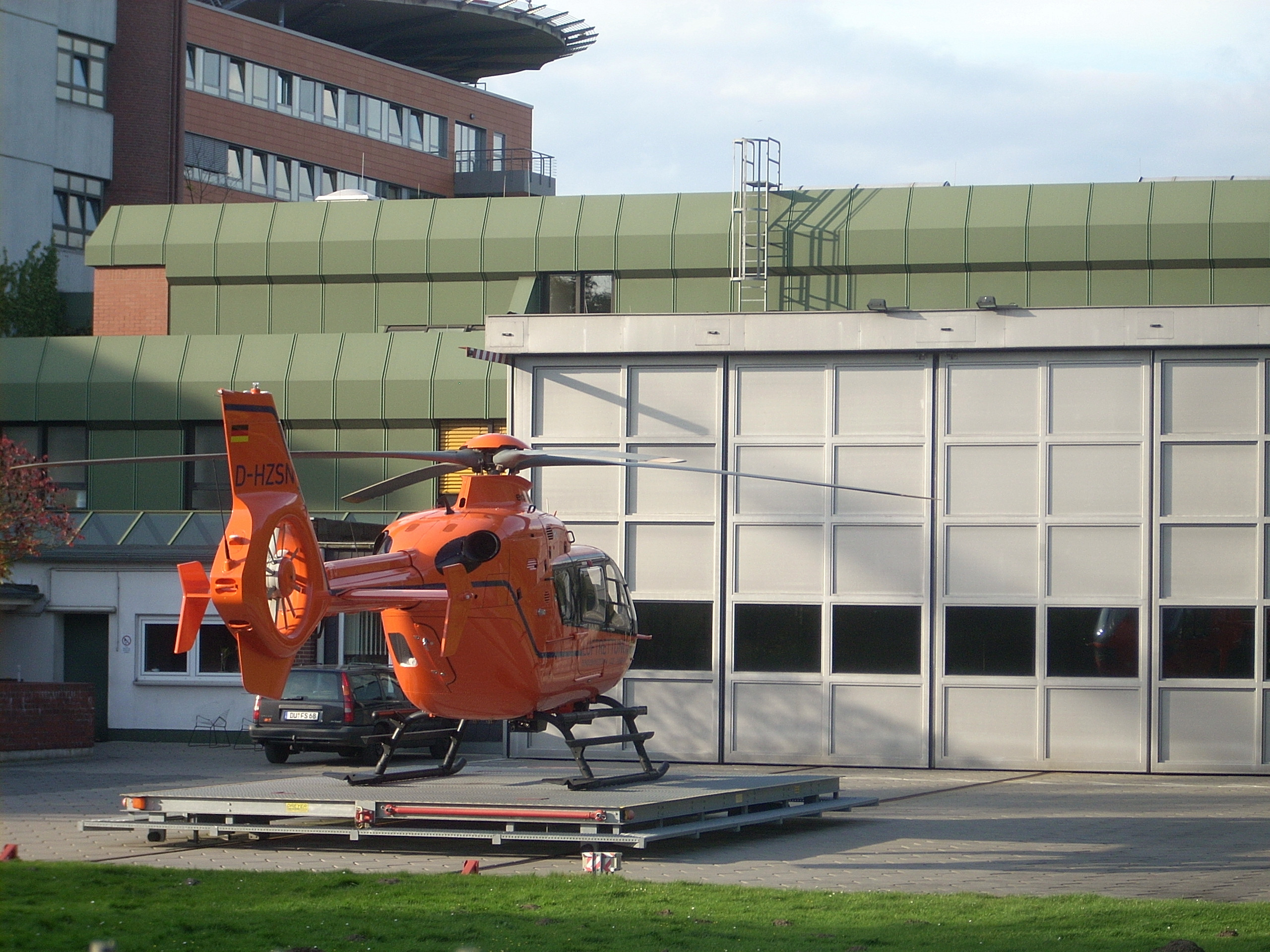
„Christoph 9“ vor dem Hangar am BG Klinikum Duisburg

Seit 1975 ist das BG Klinikum Duisburg als Luftrettungszentrum der Standort des BBK-Rettungshubschraubers „Christoph 9“.